# Drosophila bunnanda
Drosophila bunnanda este o specie de muște din genul Drosophila, familia Drosophilidae, descrisă de Schiffer și Mcevey în anul 2006. Conform Catalogue of Life specia Drosophila bunnanda nu are subspecii cunoscute.